# Калаорра
Калаорра (ісп. Calahorra) — місто і муніципалітет в Іспанії, у складі автономної спільноти Ла-Ріоха. Населення — 24 787 осіб (2009). Це друге за населенням місто Ла-Ріохи після Логроньйо.
Місто розташоване на відстані близько 250 км на північний схід від Мадрида, 42 км на південний схід від Логроньйо.

## Демографія
Динаміка населення (INE ):

## Релігія
- Центр Калаоррської і Кальсадо-Логроньоської діоцезії Католицької церкви.

## Галерея

Розташування муніципалітету
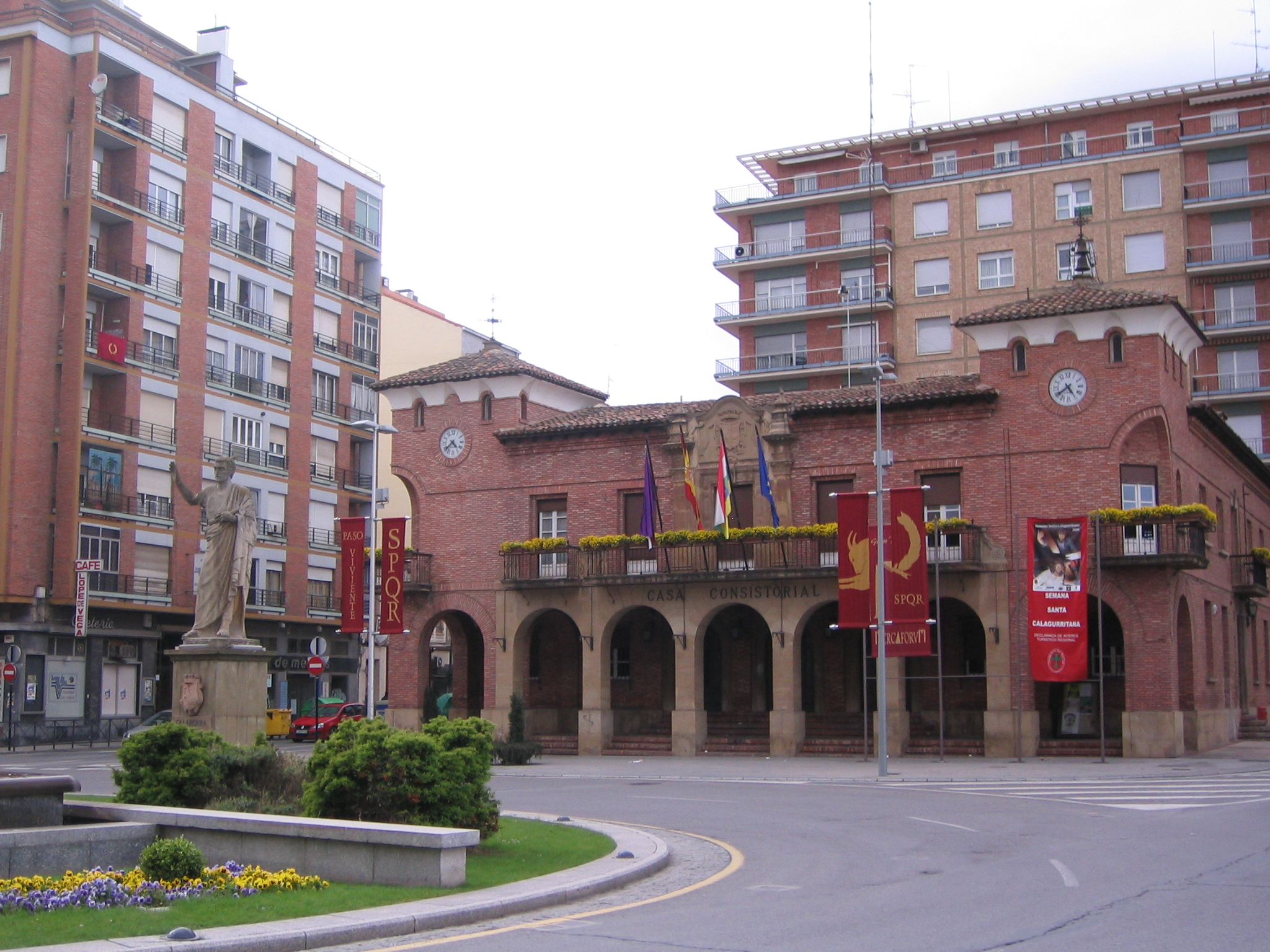
Муніципальна рада
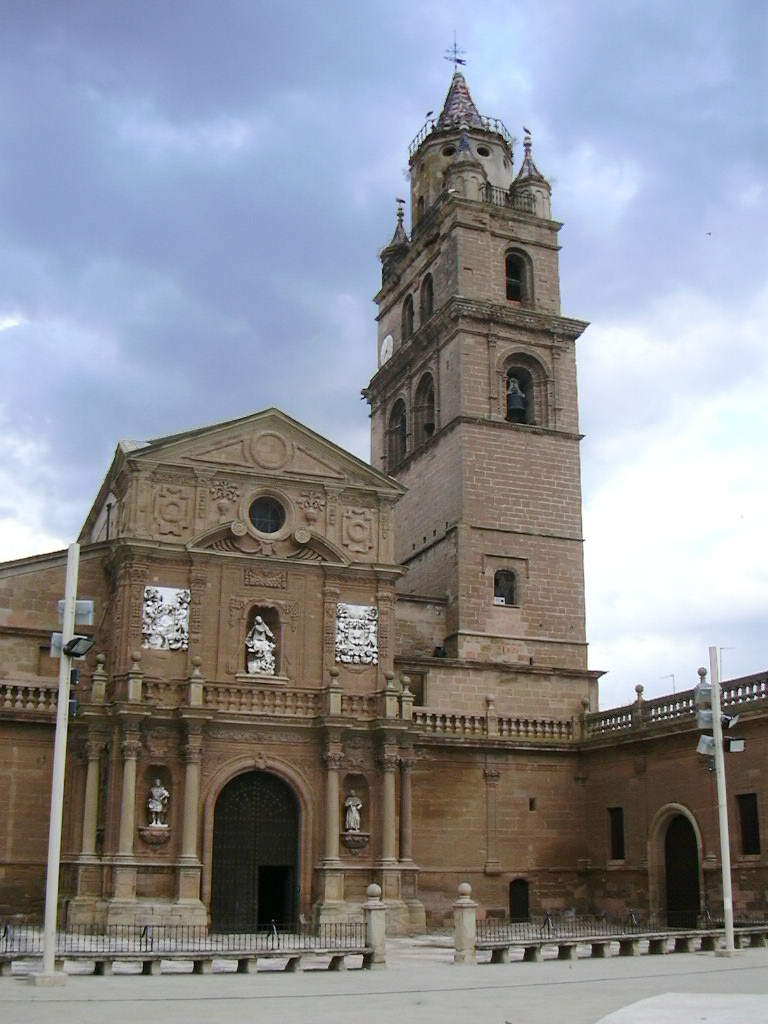
Кафедральний собор Калаорри